# Lactopôle
Le Lactopôle est un musée privé de Laval, en Mayenne. Il est géré par l'entreprise Lactalis et il est situé à proximité de son siège mondial. Le Lactopôle est dédié à André Besnier, le fondateur de l'entreprise, et il présente l'histoire de la production laitière à travers 2 500 objets. Il a ouvert en 1999 et il est installé dans une ancienne usine du groupe Besnier.

## Histoire
La Société laitière Besnier est fondée en 1933 par André Besnier à Laval. L'entreprise connaît un grand succès économique et devient en quelques décennies un groupe mondial. Michel Besnier, le fils du fondateur, prend la direction en 1955, et amasse au fil des ans un grand nombre d'objets anciens liés à la production laitière. Dans les années 1990, il décide de les présenter au public, et le Lactopôle est inauguré en 1999, alors que la société Besnier devient Lactalis.

## Collections
Le Lactopôle expose principalement des outils et des machines, répartis en sections selon leur destination (beurre, fromage, yaourt…). Ces objets incluent des écrémeuses, des barattes, des bidons, des bouteilles ainsi que des moules et des presses à fromage. Les collections ont vocation à montrer à la fois les diverses techniques d'élaboration, la diversité des produits ainsi que l'évolution technologique de l'industrie laitière. La collection personnelle de Michel Besnier a été agrandie par des pièces provenant directement des usines Lactalis.